# Charolês
Charolês é uma raça de gado bovino originária da França, onde está difundida em todo o país. Seu nome em francês, Charolais, deriva de uma região tradicional da França cuja principal localidade é Charolles.
A sua extraordinária produção de carne fez com que esta raça se espalhasse por todo o mundo apesar de ter sido, em sua origem, um gado de tripla aptidão (carne, trabalho e leite).
Os novilhos comuns rendem no abate de 58 a 62%, tendo a carcaça boa distribuição de gordura. É excelente ganhador de peso em confinamento. O seu peso na idade adulta é de 600 a 800 kg nas vacas e 800 a 1.100 kg nos machos adultos. A pelagem é branca ou creme, uniforme. As suas mucosas são róseas.
O charolês é recomendado para a produção de mestiços destinados ao corte. No Brasil é usado principalmente na formação do gado Canchim e Purunã.